# Верховажский район
Верхова́жский райо́н — административно-территориальная единица (район) в Вологодской области России. В рамках организации местного самоуправления в границах района существует муниципальное образование Верховажский муниципальный округ (с 2004 до 2022 гг. — муниципальный район).
Административный центр — село Верховажье, находится на расстоянии 226 км до областного центра — города Вологды.

## География
Район расположен в северо-восточной части Вологодской области.
Граничит:
- с Вельским районом Архангельской области,
- с Коношским районом Архангельской области,
- с Устьянским районом Архангельской области,
- с Тарногским районом Вологодской области
- с Тотемским районом Вологодской области
- с Сямженским районом Вологодской области
- с Вожегодским районом Вологодской области

Площадь территории района — 4255 км², что составляет — 2,9 % территории области (16-й район по территории в области). Протяжённость территории с севера на юг 70 км, а с запада на восток 85 км.

## История
Первое население на реке Вага — немногочисленные чудские финно-угорские племена, занимавшиеся охотой и рыболовством. На рубеже первого и второго тысячелетия начинается заселение Важских земель славянами, выходцами из Новгородской земли.
Важские земли, принадлежавшие новгородцам (новгородский посадник Василий Своеземцев купил в 1315 году Шенкурский посад — Вагу), в 1462 году перешли к Москве ещё до подчинения Новгородских земель Московскому княжеству в 1478 году. После земли района входили в состав Верхневажского стана (четвертного правления, чети) в образованном в XV веке Важском уезде, в 1708 году вошли в состав Архангелогородской губернии. Затем в Верховажской половине Важского уезда (с 1715 по 1719 год — Важская доля, до 1727 года — дистрикт) Вологодской области Вологодского наместничества, затем в Вельском уезде Вологодской губернии.
Верховажский район образован при районировании Северного края РСФСР в 1929 году: 15 июля 1929 года постановлением президиума ВЦИК на территории упразднённого Вельского уезда было образовано три района: Вельский район (центр — Вельск), Верховажский район (центр — Верховажье), Устьянский район (центр — село Шангалы). Верховажский район вошёл в состав Няндомского округа. С июля 1930 года — район непосредственного краевого подчинения, так как деление на округа в СССР было упразднено. 10 февраля 1931 года из Верховажского района в состав Сямженского района была передана деревня Филевская.
В соответствии с постановлением ВЦИК от 30 июля 1931 года, постановлениями президиума Севкрайисполкома от 31 июля 1931 Верховажский район был упразднён, а территория 23 его сельсоветов была передана в состав Вельского района. Однако, постановлениями президиума ВЦИК от 25 января 1935 «О новой сети районов Северного края» и 2 февраля 1935 «Об административном составе и центрах новых районов Северного края» Верховажский район был восстановлен. С 5 декабря 1936 года по 23 сентября 1937 года район находился в составе Северной области, образованной вместо Северного края. Постановлением ЦИК СССР от 23 сентября 1937 Северная область была разделена на две: Архангельскую и Вологодскую, район присоединён был к вновь образованной Вологодской области.

## Население
| 1939    | 1959    | 1970    | 1979    | 1989    | 2002    | 2009    | 2010    | 2011    |
| ------- | ------- | ------- | ------- | ------- | ------- | ------- | ------- | ------- |
| 29 356  | ↘22 188 | ↘20 966 | ↘17 825 | ↗18 560 | ↘16 346 | ↘15 662 | ↘15 568 | ↘13 823 |
| 2012    | 2013    | 2014    | 2015    | 2016    | 2017    | 2018    | 2019    | 2020    |
| ↘13 584 | ↘13 416 | ↘13 266 | ↘13 133 | ↘13 106 | ↘13 017 | ↘12 896 | ↘12 744 | ↘12 731 |
| 2021    | 2023    |         |         |         |         |         |         |         |
| ↗12 739 | ↘12 561 |         |         |         |         |         |         |         |

Национальный состав
По итогам переписи населения 2020 года проживали следующие национальности (национальности менее 0,1 % и другое, см. в сноске к строке «Другие»):
| Национальность | Численность, чел. | Доля     |
| -------------- | ----------------- | -------- |
| Русские        | 12 410            | 97,42 %  |
| Цыгане         | 38                | 0,30 %   |
| Украинцы       | 38                | 0,30 %   |
| Киргизы        | 37                | 0,29 %   |
| Армяне         | 37                | 0,29 %   |
| Другие         | 179               | 1,40 %   |
| Итого          | 12 739            | 100,00 % |

## Территориальное устройство
Административно-территориальные единицы
Верховажский район в рамках административно-территориального устройства включает 14 сельсоветов:
| №  | Сельсовет         | Соответствующее муниципальное образование |
| -- | ----------------- | ----------------------------------------- |
| 1  | Верхнетерменгский | Чушевицкое СП                             |
| 2  | Верховажский      | Верховажское СП                           |
| 3  | Верховский        | Верховское СП                             |
| 4  | Климушинский      | Нижне-Важское СП                          |
| 5  | Коленгский        | Коленгское СП                             |
| 6  | Липецкий          | Липецкое СП                               |
| 7  | Морозовский       | Морозовское СП                            |
| 8  | Наумовский        | Нижне-Важское СП                          |
| 9  | Нижнекулойский    | Нижнекулойское СП                         |
| 10 | Олюшинский        | Верховское СП                             |
| 11 | Сибирский         | Коленгское СП                             |
| 12 | Терменгский       | Нижне-Важское СП                          |
| 13 | Чушевицкий        | Чушевицкое СП                             |
| 14 | Шелотский         | Шелотское СП                              |

Муниципальные образования
В рамках организации местного самоуправления в границах района функционирует Верховажский муниципальный округ (с 2004 до 2022 года — муниципальный район).
Изначально в составе новообразованного муниципального района в декабре 2004 года были созданы 14 сельских поселений.
В апреле 2009 года было упразднено Верхнетерменгское сельское поселение (включено в Чушевицкое). В июне-июле 2015 года было упразднено Олюшинское сельское поселение (включено в Верховское). В декабре 2015 - январе 2016 гг. были упразднены сельские поселения: Климушинское, Наумовское и Терменгское, объединённые в Нижне-Важское с центром в деревне Наумиха. В апреле 2017 года было упразднено сельское поселение Сибирское (включено в Коленгское с административным центром в деревне Ногинской).
С 2017 до 2022 года муниципальный район делился на 9 муниципальных образований нижнего уровня со статусом сельского поселения:
| № | Сельское поселение | Административный центр | Количество населённых пунктов | Население (чел.) | Площадь (км²) |
| - | ------------------ | ---------------------- | ----------------------------- | ---------------- | ------------- |
| 1 | Верховажское       | село Верховажье        | 5                             | ↘5358            | 91,23         |
| 2 | Верховское         | деревня Сметанино      | 23                            | ↗1049            | 305,83        |
| 3 | Коленгское         | деревня Ногинская      | 30                            | ↘343             | 275,10        |
| 4 | Липецкое           | деревня Леушинская     | 12                            | ↘434             | 187,55        |
| 5 | Морозовское        | село Морозово          | 19                            | ↘763             | 474,67        |
| 6 | Нижне-Важское      | деревня Наумиха        | 61                            | ↗1718            | 840,15        |
| 7 | Нижнекулойское     | деревня Урусовская     | 16                            | ↗720             | 352,84        |
| 8 | Чушевицкое         | село Чушевицы          | 41                            | ↗1957            | 705,88        |
| 9 | Шелотское          | село Шелота            | 23                            | ↘397             | 192,68        |

1 июня 2022 года муниципальный район и все входившие в его состав сельские поселения были упразднены и объединены в Верховажский муниципальный округ.

## Населённые пункты
В Верховажском районе (муниципальном округе) 221 сельский населённый пункт.
| №   | Населённый пункт   | Тип     | Население | Бывшее сельское поселение |
| --- | ------------------ | ------- | --------- | ------------------------- |
| 1   | Абакумовская       | деревня | 17        | Нижне-Важское             |
| 2   | Акиньховская       | деревня | 8         | Шелотское                 |
| 3   | Аксёновская        | деревня | 9         | Сибирское                 |
| 4   | Андреевская        | деревня | 7         | Нижне-Важское             |
| 5   | Анисимовская       | деревня | 3         | Сибирское                 |
| 6   | Анисимовская       | деревня | 7         | Шелотское                 |
| 7   | Анциферовская      | деревня | 0         | Сибирское                 |
| 8   | Артемьевская       | деревня | 101       | Морозовское               |
| 9   | Афонинская         | деревня | 14        | Нижне-Важское             |
| 10  | Афонинская         | деревня | 12        | Шелотское                 |
| 11  | Балановская        | деревня | 15        | Нижне-Важское             |
| 12  | Барабаново         | деревня | 0         | Чушевицкое                |
| 13  | Басайлово          | деревня | 0         | Чушевицкое                |
| 14  | Безымянная         | деревня | 93        | Нижне-Важское             |
| 15  | Берег              | деревня | 42        | Чушевицкое                |
| 16  | Березовская        | деревня | 0         | Нижне-Важское             |
| 17  | Бирючевская        | деревня | 11        | Сибирское                 |
| 18  | Большедворская     | деревня | 23        | Нижне-Важское             |
| 19  | Большое Ефимово    | деревня | 86        | Нижне-Важское             |
| 20  | Большое Погорелово | деревня | 5         | Шелотское                 |
| 21  | Борисовская        | деревня | 4         | Нижне-Важское             |
| 22  | Боровая Пустошь    | деревня | 5         | Морозовское               |
| 23  | Боровина           | деревня | 84        | Нижне-Важское             |
| 24  | Боровичиха         | деревня | 4         | Верховское                |
| 25  | Боровская          | деревня | 8         | Верховское                |
| 26  | Босыгинская        | деревня | 23        | Нижнекулойское            |
| 27  | Боярская           | деревня | 72        | Сибирское                 |
| 28  | Бревновская        | деревня | 24        | Нижнекулойское            |
| 29  | Бумажная Фабрика   | деревня | 4         | Нижне-Важское             |
| 30  | Бушницкая          | деревня | 4         | Морозовское               |
| 31  | Вахрушево          | деревня | 23        | Нижне-Важское             |
| 32  | Великодворская     | деревня | 50        | Чушевицкое                |
| 33  | Версеньевская      | деревня | 0         | Чушевицкое                |
| 34  | Верховажье         | село    | ↘4843     | Верховажское              |
| 35  | Владыкина Гора     | деревня | 78        | Чушевицкое                |
| 36  | Владыкино          | деревня | 0         | Чушевицкое                |
| 37  | Ворониха           | деревня | 25        | Сибирское                 |
| 38  | Вороновская        | деревня | 0         | Нижне-Важское             |
| 39  | Высокое            | деревня | 30        | Нижне-Важское             |
| 40  | Высотинская        | деревня | 5         | Нижнекулойское            |
| 41  | Гарманово          | деревня | 18        | Шелотское                 |
| 42  | Герасимовская      | деревня | 9         | Нижнекулойское            |
| 43  | Гнилужская         | деревня | ↘0        | Сибирское                 |
| 44  | Горка              | деревня | 9         | Липецкое                  |
| 45  | Горка              | деревня | 0         | Нижне-Важское             |
| 46  | Горка              | деревня | 13        | Нижне-Важское             |
| 47  | Горка Мальгина     | деревня | 0         | Шелотское                 |
| 48  | Горка-Назаровская  | деревня | 4         | Шелотское                 |
| 49  | Григоровская       | деревня | 10        | Коленгское                |
| 50  | Гридино            | деревня | 40        | Липецкое                  |
| 51  | Грихневская        | деревня | ↘0        | Нижнекулойское            |
| 52  | Денисовская        | деревня | 52        | Шелотское                 |
| 53  | Доронинская        | деревня | 18        | Шелотское                 |
| 54  | Дорошевица         | деревня | 8         | Шелотское                 |
| 55  | Дресвянка          | деревня | 4         | Чушевицкое                |
| 56  | Дресвянка          | деревня | →19       | Шелотское                 |
| 57  | Другосимоновская   | деревня | 49        | Нижнекулойское            |
| 58  | Дуброва            | деревня | 0         | Липецкое                  |
| 59  | Дуброва            | деревня | 14        | Чушевицкое                |
| 60  | Дудорово           | деревня | 21        | Нижне-Важское             |
| 61  | Дуравинская        | деревня | 11        | Нижнекулойское            |
| 62  | Дьяконовская       | деревня | 159       | Нижнекулойское            |
| 63  | Евсюнинская        | деревня | 41        | Морозовское               |
| 64  | Ексинское          | деревня | 62        | Нижне-Важское             |
| 65  | Елезовская         | деревня | 8         | Нижне-Важское             |
| 66  | Елисеевская        | деревня | 22        | Сибирское                 |
| 67  | Ереминское         | село    | 8         | Верховское                |
| 68  | Жаворонково        | деревня | 6         | Чушевицкое                |
| 69  | Заболотье          | деревня | 27        | Чушевицкое                |
| 70  | Захаровская        | деревня | 25        | Морозовское               |
| 71  | Захаровская        | деревня | 0         | Сибирское                 |
| 72  | Звеглевицы         | деревня | 9         | Нижне-Важское             |
| 73  | Зуевские           | деревня | 0         | Чушевицкое                |
| 74  | Ивановская         | деревня | 17        | Липецкое                  |
| 75  | Ивановская         | деревня | 3         | Нижне-Важское             |
| 76  | Ивановская         | деревня | 16        | Сибирское                 |
| 77  | Ивонино            | деревня | 11        | Липецкое                  |
| 78  | Ивонинская         | деревня | 0         | Нижнекулойское            |
| 79  | Игнатовская        | деревня | 0         | Нижнекулойское            |
| 80  | Игумново           | деревня | 11        | Нижне-Важское             |
| 81  | Истопочная         | деревня | 9         | Нижне-Важское             |
| 82  | Кайчиха            | деревня | 4         | Чушевицкое                |
| 83  | Калинино           | деревня | 0         | Верховское                |
| 84  | Калитинская        | деревня | 0         | Морозовское               |
| 85  | Каличье            | деревня | 17        | Нижне-Важское             |
| 86  | Каменка            | посёлок | 469       | Чушевицкое                |
| 87  | Киселево           | деревня | 42        | Верховское                |
| 88  | Климушино          | деревня | 249       | Нижне-Важское             |
| 89  | Клыково            | деревня | 29        | Нижне-Важское             |
| 90  | Клюкинская         | деревня | 18        | Нижнекулойское            |
| 91  | Козевская          | деревня | 0         | Сибирское                 |
| 92  | Концевская         | деревня | 0         | Нижне-Важское             |
| 93  | Коптяевская        | деревня | 31        | Нижне-Важское             |
| 94  | Коровино           | деревня | 3         | Нижне-Важское             |
| 95  | Костюнинская       | деревня | 5         | Липецкое                  |
| 96  | Костюнинская       | деревня | 11        | Нижне-Важское             |
| 97  | Кочеварский Погост | деревня | 0         | Чушевицкое                |
| 98  | Красулино          | деревня | 0         | Чушевицкое                |
| 99  | Крыловская         | деревня | 0         | Нижне-Важское             |
| 100 | Кудрино            | деревня | 5         | Чушевицкое                |
| 101 | Кузнецовская       | деревня | 0         | Сибирское                 |
| 102 | Куколовская        | деревня | 229       | Нижне-Важское             |
| 103 | Леоновская         | деревня | 8         | Нижне-Важское             |
| 104 | Леушинская         | деревня | 334       | Липецкое                  |
| 105 | Лымзино            | деревня | 4         | Нижне-Важское             |
| 106 | Лычная             | деревня | 0         | Чушевицкое                |
| 107 | Макаровская        | деревня | 8         | Шелотское                 |
| 108 | Макарцево          | посёлок | 192       | Верховское                |
| 109 | Малое Ефимово      | деревня | 3         | Нижне-Важское             |
| 110 | Малое Погорелово   | деревня | 3         | Шелотское                 |
| 111 | Мальцевская        | деревня | 0         | Верховское                |
| 112 | Марковская         | деревня | 26        | Нижне-Важское             |
| 113 | Мартыновская       | деревня | 14        | Нижне-Важское             |
| 114 | Матвеевская        | деревня | 7         | Верховское                |
| 115 | Матвеевская        | деревня | 0         | Сибирское                 |
| 116 | Матвеевская        | деревня | 5         | Чушевицкое                |
| 117 | Машковская         | деревня | 25        | Морозовское               |
| 118 | Мининская          | деревня | 25        | Морозовское               |
| 119 | Михайловская       | деревня | 17        | Морозовское               |
| 120 | Михалёво           | деревня | 0         | Чушевицкое                |
| 121 | Михалёво           | деревня | 11        | Шелотское                 |
| 122 | Моисеевская        | деревня | 0         | Верховское                |
| 123 | Моисеевская        | деревня | 5         | Нижне-Важское             |
| 124 | Мокиевская         | деревня | 41        | Морозовское               |
| 125 | Морозово           | село    | 133       | Морозовское               |
| 126 | Мосеево            | деревня | ↘6        | Чушевицкое                |
| 127 | Мотовилово         | деревня | 5         | Нижне-Важское             |
| 128 | Мухинская          | деревня | 0         | Сибирское                 |
| 129 | Мыс                | деревня | ↘3        | Чушевицкое                |
| 130 | Наумиха            | деревня | 240       | Нижне-Важское             |
| 131 | Нивская            | деревня | 23        | Коленгское                |
| 132 | Никольская         | деревня | 5         | Верховское                |
| 133 | Никулинская        | деревня | 22        | Липецкое                  |
| 134 | Новая Деревня      | деревня | 41        | Чушевицкое                |
| 135 | Ногинская          | деревня | 114       | Коленгское                |
| 136 | Олотинская         | деревня | 3         | Морозовское               |
| 137 | Ореховская         | деревня | 85        | Нижнекулойское            |
| 138 | Оринодоры          | деревня | 0         | Сибирское                 |
| 139 | Основинская        | деревня | 15        | Верховское                |
| 140 | Осташевская        | деревня | 41        | Сибирское                 |
| 141 | Островская         | деревня | 5         | Морозовское               |
| 142 | Отводница          | деревня | 0         | Верховское                |
| 143 | Павлогорская       | деревня | 0         | Нижне-Важское             |
| 144 | Папинская          | деревня | 4         | Нижне-Важское             |
| 145 | Парищево           | деревня | 0         | Чушевицкое                |
| 146 | Пахомовская        | деревня | 10        | Нижне-Важское             |
| 147 | Паюс               | деревня | 259       | Чушевицкое                |
| 148 | Пежма              | посёлок | 291       | Морозовское               |
| 149 | Пеструха           | деревня | 5         | Чушевицкое                |
| 150 | Петраковская       | деревня | 9         | Шелотское                 |
| 151 | Петровская         | деревня | 17        | Нижне-Важское             |
| 152 | Писунинская        | деревня | 6         | Нижне-Важское             |
| 153 | Пихтеник           | деревня | 0         | Чушевицкое                |
| 154 | Плёсо              | деревня | 24        | Липецкое                  |
| 155 | Плосково           | деревня | 255       | Чушевицкое                |
| 156 | Погост Ильинский   | деревня | 0         | Нижне-Важское             |
| 157 | Подведежье         | деревня | 0         | Нижне-Важское             |
| 158 | Подсосенье         | деревня | 29        | Чушевицкое                |
| 159 | Потуловская        | деревня | 26        | Нижне-Важское             |
| 160 | Пукирево           | деревня | 22        | Чушевицкое                |
| 161 | Пятино             | деревня | 5         | Нижне-Важское             |
| 162 | Рогачиха           | деревня | ↘10       | Верховажское              |
| 163 | Рогна              | посёлок | 255       | Сибирское                 |
| 164 | Родионовская       | деревня | 14        | Верховское                |
| 165 | Ростово            | деревня | 17        | Чушевицкое                |
| 166 | Ручьевская         | деревня | 0         | Нижне-Важское             |
| 167 | Ряполовская        | деревня | 0         | Сибирское                 |
| 168 | Савинская          | деревня | 0         | Сибирское                 |
| 169 | Савково            | деревня | 0         | Чушевицкое                |
| 170 | Сакулинская        | деревня | 13        | Сибирское                 |
| 171 | Самово             | деревня | 5         | Нижне-Важское             |
| 172 | Сафроновская       | деревня | 10        | Сибирское                 |
| 173 | Сбоевская          | деревня | 11        | Морозовское               |
| 174 | Светильново        | деревня | 22        | Липецкое                  |
| 175 | Секушинская        | деревня | 0         | Сибирское                 |
| 176 | Семёновская        | деревня | 19        | Липецкое                  |
| 177 | Сергеевская        | деревня | 3         | Нижне-Важское             |
| 178 | Силинская-1        | деревня | 88        | Морозовское               |
| 179 | Силинская-2        | деревня | 3         | Морозовское               |
| 180 | Симоновская        | деревня | 18        | Нижнекулойское            |
| 181 | Скулинская         | деревня | 4         | Верховское                |
| 182 | Слобода            | деревня | 0         | Липецкое                  |
| 183 | Сметанино          | деревня | 447       | Верховское                |
| 184 | Сомицыно           | деревня | 58        | Нижне-Важское             |
| 185 | Спирино            | деревня | 18        | Чушевицкое                |
| 186 | Спицынская         | деревня | 5         | Нижне-Важское             |
| 187 | Средняя            | деревня | 50        | Верховское                |
| 188 | Степаново          | деревня | 22        | Шелотское                 |
| 189 | Степачевская       | деревня | 0         | Шелотское                 |
| 190 | Стиховская         | деревня | ↘0        | Нижне-Важское             |
| 191 | Столбово           | деревня | 11        | Шелотское                 |
| 192 | Студенцово         | деревня | 0         | Сибирское                 |
| 193 | Татаринская        | деревня | 7         | Шелотское                 |
| 194 | Тёплый Ручей       | посёлок | 514       | Верховажское              |
| 195 | Терентьевская      | деревня | 35        | Чушевицкое                |
| 196 | Титовская          | деревня | 0         | Нижнекулойское            |
| 197 | Толстуха           | деревня | 0         | Чушевицкое                |
| 198 | Трутневская        | деревня | 0         | Нижне-Важское             |
| 199 | Удальцовская       | деревня | 3         | Коленгское                |
| 200 | Ульянково          | деревня | 13        | Чушевицкое                |
| 201 | Урусовская         | деревня | 346       | Нижнекулойское            |
| 202 | Феклуха            | посёлок | 190       | Коленгское                |
| 203 | Филинская          | деревня | 11        | Нижне-Важское             |
| 204 | Фоминогорская      | деревня | 9         | Чушевицкое                |
| 205 | Фоминская          | деревня | 19        | Коленгское                |
| 206 | Фоминская          | деревня | 65        | Морозовское               |
| 207 | Фофановская        | деревня | 32        | Шелотское                 |
| 208 | Фроловская         | деревня | 0         | Нижне-Важское             |
| 209 | Харитоновская      | деревня | 35        | Морозовское               |
| 210 | Харитоновская      | деревня | 15        | Сибирское                 |
| 211 | Хорошево           | деревня | 4         | Чушевицкое                |
| 212 | Чавровская         | деревня | 17        | Шелотское                 |
| 213 | Черёмушки          | деревня | 71        | Нижне-Важское             |
| 214 | Чушевицы           | село    | 609       | Чушевицкое                |
| 215 | Шелота             | село    | 186       | Шелотское                 |
| 216 | Щёкино             | деревня | 38        | Чушевицкое                |
| 217 | Щекотовская        | деревня | 7         | Нижнекулойское            |
| 218 | Якунино            | деревня | 0         | Чушевицкое                |
| 219 | Якунинская         | деревня | 12        | Шелотское                 |
| 220 | Якушевская         | деревня | 0         | Нижне-Важское             |
| 221 | Яльничевская       | деревня | 10        | Нижне-Важское             |

### Упразднённые населённые пункты
- В 1998 году были исключены из учётных данных  в связи с вхождением в границы села Верховажье населённые пункты Верховажского сельсовета: посёлки Прибрежный и Важский, деревни: Задорино, Кошево, Верхняя Куричинская и Лобановская[39].
- В 2001 году были упразднены деревни Чушевицкого сельсовета: Островное, Петракеевская, Питер[40].
- В 2024 году деревни Верхнее Макарово и Филинская включены в состав посёлка Тёплый Ручей; деревни Кудринская, Мокиевская и Прилук в состав деревни Сметанино; деревни Ботыжная, Дор, Лабазное и Слудная в состав деревни Средняя[41].

Также ранее была упразднены деревни: Аверкиевская, Баландино, Бархаты, Бахмуровская, Быстрая, Веприхи, Вирино, Вобчужная, Выставка-Заречная, Гавшино, Горынинская, Данилково, Дресвяница, Евдокимовская, Жуково, Заболотье, Запопово, Заручевская, Зимницкая, Ивановская, Красная, Крестик, Куловская, Курмаево, Кушиха, Ложкинская, Маклаковская, Малыгинская, Нижняя Куричинская, Никулинская, Нововыставочная, Образцовая Усадьба, Останино, Пихтиногорская, Плесовская, Прилук, Рыжковская, Сальниково, Труново, Уласовская, Фёдорова Гора, Шлычевская, Юркинская, Ярыпинская, посёлок Навороша, хутора: Бородино, Ботовицы, Лопатино, Максимовский, Меховицы, Никифорово и Онашкино.

## Экономика
В районе работали лесопункты: Пежемский, Каменка, Макарцево, Верховажский и Кулойский.

## Транспорт
По территории района проходит автомагистраль федерального значения Москва — Архангельск.
Ближайшая железнодорожная станция расположена в Архангельской области в городе Вельск и находится в 43 км от села Верховажье.

## Достопримечательности
На территории Сибирского сельского поселения находится дендропарк Иллариона Ивановича Дудорова. В парке, заложенном 30 октября 1986 года, на площади 3 гектара посажено около 2000 экземпляров культурных растений, деревьев, кустарников.